# Тараумара
Тараумара (ісп. tarahumara; самоназва Рарамурі ісп. rarámuri) — індіанський народ, що проживає в гористій місцевості Сьєрри Тараумари (також відомий як Мідний каньйон) в штаті Чіуауа на північному заході Мексики. Мова народу тараумара належить до юто-ацтецької сім'ї.
Етнонім тараумара є спотворенням слова rarámuri в іспанській мові колоністів. Як вважає історик Луїс Гонсалес Родрігес, етимологічно rarámuri означає «підошви, що біжать» або «ті, хто з легкими ногами», іншими словами, бігуни-тараумара відомі своєю фізичною витривалістю і здатністю бігати на далекі дистанції.

## Географія розселення
Тараумара займають територію близько 65000 км² на південному заході штату Чіуауа в частині Західної Сьєрра-Мадри, що отримала назву Сьєрра Тараумара, на висоті 1500—2400 м над рівнем моря.
90 % народу зосереджено в муніципалітетах Бокойна, Уріка, Гуачочі, Батопілас, Карич, Бальеса, Гуадалупе-і-Кальво і Ноноава. Великі групи живуть у великих містах Чіуауа і Сьюдад-Хуарес, в штатах Баха-Каліфорнія, Коауїла, Дуранго, Сіналоа, Сонора і Тамауліпас.

## Історія

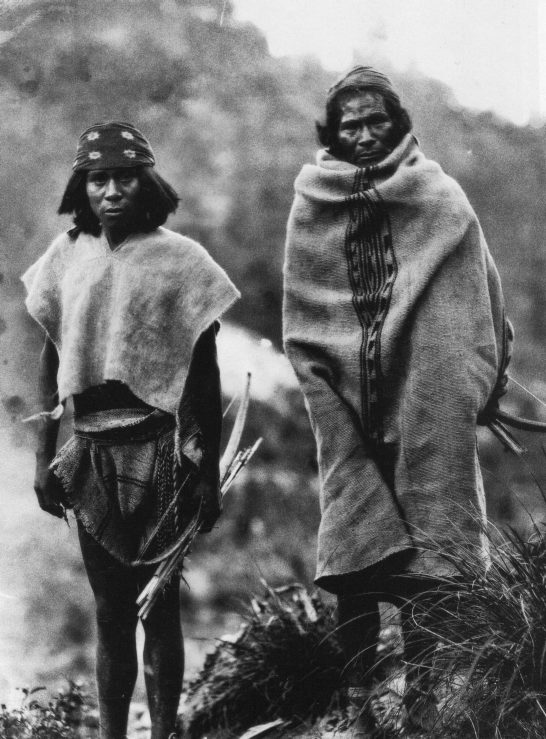
Індіанці тарахумара в Туаріпі (Чіуауа, 1892 рік)

Найдавніші сліди людини, знайдені в Сьєрра-Тараумара — кам'яні наконечники, що відносяться до культури Кловіс. Пращури тараумара прийшли з тихоокеанського узбережжя Мексики близько трьох тисяч років тому. Вперше контакт місцевих індіанців з європейцями відбувся в XVII столітті з прибуттям в 1603 році першого місіонера-єзуїта. В той час тараумара жили в східній частині Сьєри. Цю назву місіонери застосовували до кількох етнічних груп, що населяли цю територію, наприклад, гуасапара, чініпа, теморі та гуаріхіо.
На відміну від імперії центральної Мексики тараумара не мали єдиного політичного устрою чи великих центрів, та селилися окремими групами. Тараумара займались полюванням, рибальством, збиранням та сільським господарством. Вирощувалася кукурудза (з якої виготовлялася пиво тесгуіно), квасоля, гарбузи, бавовник. Об'єктами полювання були фазани, чаплі, качки, перепела, кролики, єноти, скунси, білки та інші гризуни, олені, кабани, ящірки, жаби, ведмеді, вовки та ін. Як лікарські рослини використовувалися пейотль, тютюн, дурман, очерет, багаття, м'ята, мильний корінь, юка і материнка.
Згідно з історичними свідченнями, щоб полегшити християнізацію та колонізацію тараумара, які повинні були працювати на іспанських фермах та рудниках, місіонери спробували зосередити їх в поселеннях навколо своїх місій, проте зустріли сильний опір. Як пише Луїс Верпланкен, мабуть, індіанцям рудники здавалися входом в підземний світ, звідки походять хвороби та стихійні лиха. Таким чином друга половина XVII століття пройшла в кривавих конфліктах між іспанцями та індіанцями, яких колонізатори називали «войовничими варварами», «ворогами», «грабіжниками». У 1648—1652 рр. тараумара тричі піднімали повстання. Разом з піма тараумара спалили та зруйнували понад 20 місій. В епоху колонізації більша частина місцевого населення померла від епідемій та від рук іспанців, багато об'єдналися з іншими індіанськими племенами або, не бажаючи брати участь у повстаннях, пішли на південний захід Сьєрри, де залишалися у відносній ізоляції, що дозволило їм зберегти свою культуру та релігію.

## Соціальна структура і сім'я

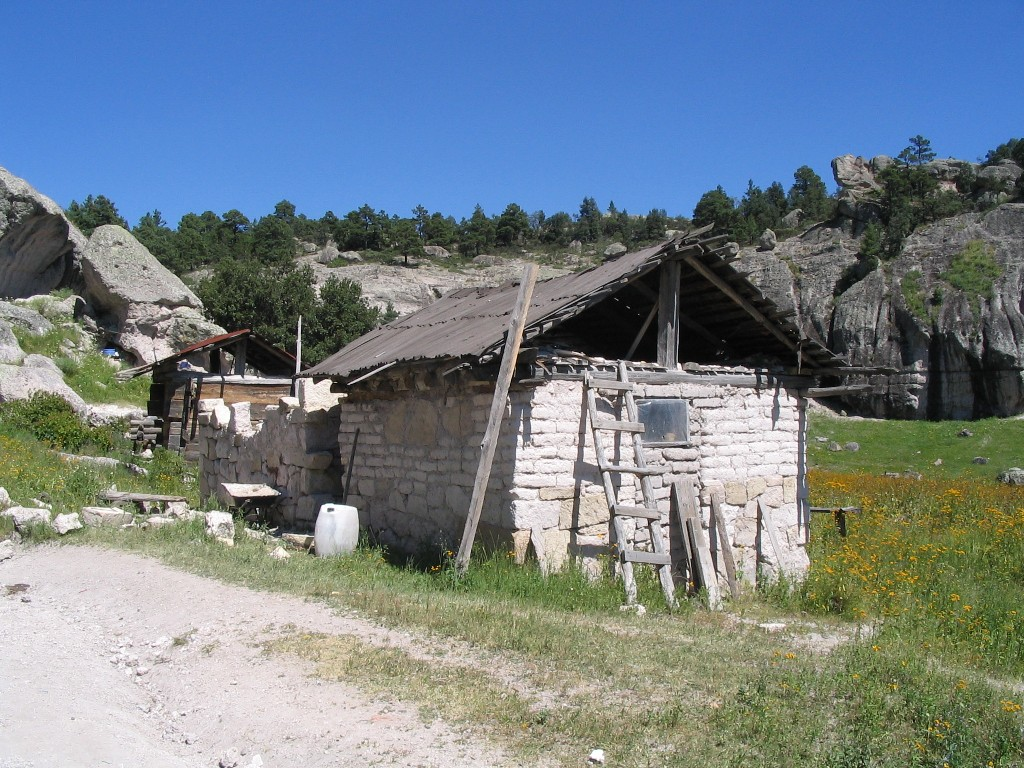
Типовий будинок

Непривітні природні умови, недолік води, електрики і комунікацій змушує тараумара жити невеликими сім'ями, оскільки земельний наділ ледь може прогодувати 4-5 членів сім'ї. 52 % народу живуть на ранчо з чисельністю менше 100 чоловік. 2-5 ранчо становлять громаду. Збереглися громадське самоврядування, звичай взаємодопомоги «всім миром» (корима). Половина тараумара не знають грамоти, 28,7 % мають неповну початкову освіту.
Місцевість, де проживають тараумара, ділиться на п'ять великих районів, в кожному з яких говорять на своєму діалекті мови тараумара:
- західний (захід каньйону Уріке);
- північний (населені пункти Сісогічі, Нарарачі, Карічі, Окораре, Пасігочі і Норогачі);
- центральний (район Гуачочі);
- гірський або каньйонний (cumbre o interbarranca) (каньйони Уріка і Батопілас);
- південний (каньйон Сінфороса до східної частини території тепеуано).

Юнаки та дівчата вважаються дорослими вже з 14 років. З самого раннього віку дітям доручають піклуватися про господарство і вчать самостійно приймати рішення. Люди похилого віку живуть в окремому будинку, куди діти приносять їм їжу та одяг. Після смерті їх залишають в печері загорнутим в шкуру або ковдру і закладають вхід, або ховають на кладовищі, якщо вони були хрещені, і, щоб душа покійника безперешкодно пішла в загробний світ, проводять складні обряди.
Шлюб моногамний, хоча зустрічаються випадки полігамії. Зазвичай тараумара одружуються дуже молодими, до 16 років. На тесгуінадах — «пивних посиденьках», на яких п'ють тесгуіно, — знайомляться і укладають заручини. Молодята частіше живуть з батьками дружини. Союзи між родичами не прийняті, але офіційної заборони немає. Вагітна жінка працює до останнього моменту. Перед народженням дитини вона йде в гори, влаштовує ложе з трави і народжує, після чого обмиває дитину, спалює пуповину і зариває попіл.

## Житло і господарство

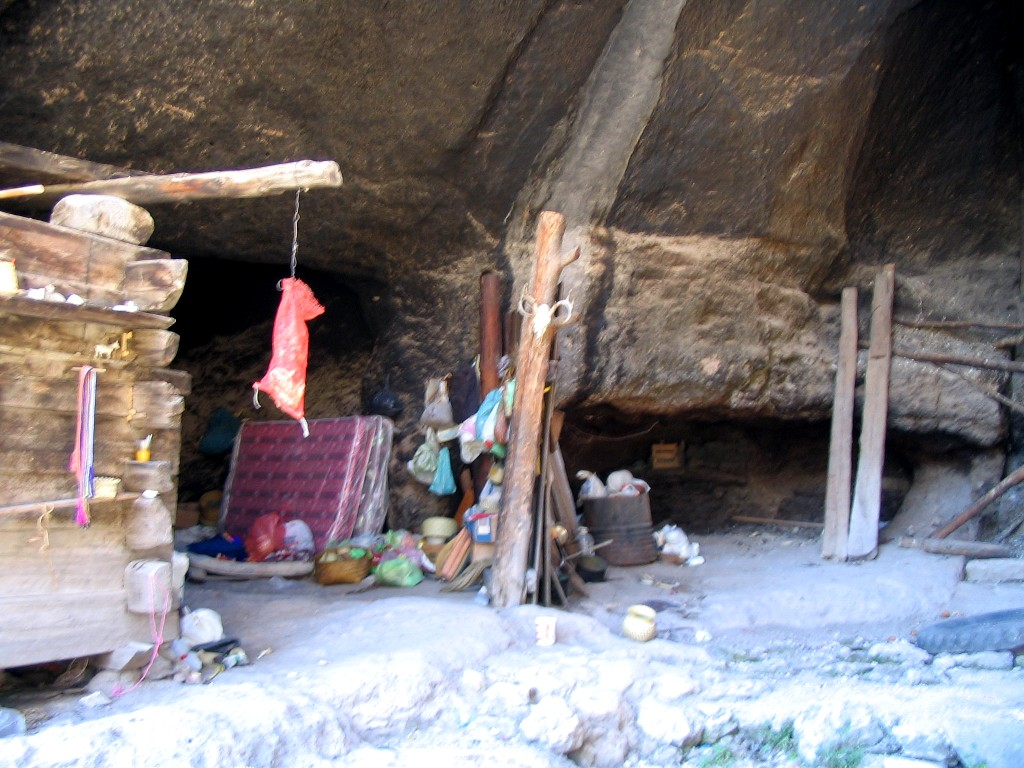
Пристосована під житло печера

Тараумара живуть на гірських схилах, серед каньйонів і у важкодоступних високогірних районах. Для народу є типовою сезонна міграція, коли взимку люди живуть в каньйонах, а влітку в горах. Періодично вони змінюють будинки, тому часто зустрічаються покинуті житла, куди мешканці згодом збираються повернутися.
Багато сімей, як і раніше селяться в печерах, як їх предки. Деякі вірять, що покинути печери значить прогнівити богів, що створили для тараумара ці природні житла. У каньйонах через нестачу дерев будинку в основному будуються з каменю і глини. Житло зазвичай складається з однієї або двох кімнат розміром приблизно 3 на 5 метрів і двору, який приблизно удвічі-втричі більше кімнати. У кімнатах, як правило, немає вікон, особливо в старих будинках, і часто дуже низька стеля, так що в будинку не можна випрямитися в повний зріст. Справа в тому, що тараумара проводять весь день поза домом: у дворі, на полі, на схилах, і будинок служить їм прихистком від негоди і місцем ночівлі. За звичаями тараумара не можна стукати в чуже житло, тому що так роблять злі духи.
У господарстві тараумара використовують традиційні знаряддя, інструменти, посуд, і перейняті у іспанців дерев'яний плуг, системи зрошення і металеві знаряддя.
Завезені конкістадорами мули, воли і кози з часом стали незамінні. З появою одомашнених тварин напівосілий уклад змінився сільськогосподарським. Крім традиційних кукурудзи, квасолі і гарбуза, з'явилися пшениця, горох, картопля, яблука та інші фрукти. Основна їжа — квасолева або кукурудзяна юшка (піноле). М'ясо — рідкісна страва на столі тараумара.

## Фізичні дані
Зазвичай це худорляві, не надто високі люди, причому жінки дещо міцної статури. У них виступаючі вилиці, маленькі вуха, великі носи і роти, волосся чорне, густе і гладке; шкіра смаглява і обвітрена.
Через погане харчування і відсутність гарного медичного обслуговування тараумара страждають такими захворюваннями, як диспепсія, ентерит, алкогольна гіперемія, цироз печінки, пневмонія, коклюш, туберкульоз і короста.
Проте тараумара відомі як неперевершені бігуни на далекі дистанції. Ця традиція склалася через те, що індіанські поселення знаходяться на великій відстані одне від одного. Крім того, біг має обрядовий і змагальний сенс. Чоловіки на бігу підкидають пальцями ноги дерев'яну кульку, передаючи її наступному бігунові, жінки біжать з палицею і обручем. Ці забіги можуть тривати від кількох годин до кількох днів без перерви. Здатність долати наддалекі відстані (більше 150 км) допомагає тараумара заганяти таких тварин, як олені.
Дослідник Карл Лумхольдт писав: «Немає ніякого сумніву в тому, що тараумара — найкращі бігуни у світі, але не на швидкість, а на витривалість, так як вони можуть пробігти не зупиняючись 170 миль. Відомий випадок, коли один тараумара пробіг шлях туди і назад з Гуасапарес в Чіуауа, покривши за п'ять днів відстань близько 600 миль. Причому весь цей час він харчувався, як це звикли робити тараумара, тільки піноле і водою».

## Традиції і релігія
Тараумара із завзятістю зберігають культуру предків. Сенс багатьох релігійних ритуалів вже втрачено, проте їх продовжують виконувати. Протягом декількох століть вони використовують ті ж малюнки та символи на виробах народного промислу. Тараумара властивий релігійний синкретизм, вірування на стику католицтва і шаманізму, що увібрали в себе традиції місіонерів-єзуїтів. Більшість прийняли християнство, хоча до цих пір залишаються групи «хентілес» — нехрещених язичників. Однак по їх поглядам білі люди і метиси — більші язичники, ніж їх нехрещені одноплемінники, тому що тараумара — обраний народ, лише вони були створені богом з чистої глини, тоді як білих людей зробив диявол з суміші глини з білим попелом.
Їх складні містично-релігійні церемонії поєднують танці, тесгуінади і приношення, в яких незмінно присутня розпивання традиційного напою тесгуіно. Танець має молитовне значення, танцем благають про прощення, просять дощу (для цього є особливий танець dutuburi), дякують за урожай; танцем допомагають Repá betéame (тому, хто живе нагорі), для того, щоб його не зміг перемогти Reré betéame (той, хто живе внизу), тобто диявол.
Шаман (sukurúame — злий чаклун, owi ruame добрий знахар) — посередник між людиною і космосом, за повір'ями, має здатність подорожувати у вигляді птаха. Деякі шамани використовують пейотль (híkuli) як ліки. Тільки вони знають, як його збирати, зберігати і застосовувати. Його втирають в шкіру як засіб від ревматизму, зміїних укусів та інших хвороб. В інших місцях використовують bakanoa або bakanawi — священні рослини, різні для різних районів Сьєри.
У Бога Onorúame, який створив світ і керує ним, злилися риси християнського бога і бога сонця. Тараумара визнають поняття душі, загробне життя, пекла, гріха, використовують чотки, розп'яття і хресне знамення, при цьому у них відсутні багато християнських догматів, наприклад про спокуту гріхів Христом, святому дусі. У бога є дружина Iyerúgami, Мати Місяць, вона ж Діва Марія, яка також живе на небі разом синами sukristo (від ісп. Jesucristo) і дочками santi (святі), які безпосередньо пов'язані з фізичним світом через католицькі ікони, розп'яття і медальйони із зображенням святих.
Диявол — бог і творець chaboche («бородаті» і «волохаті»), тобто не-тараумара. Таким чином пекло для тараумара — це рай для chabochi. Диявол іноді співпрацює з богом, і до нього теж можна звернутися через жертвопринесення. В пекло потрапляють лише за серйозні злочини, такі як вбивство або інцест. У диявола тільки одне око, він грає на гітарі, але ніколи не грає на скрипці, тому що смичок і струни утворюють хрест.
Душа після смерті не відразу вирушає в Країну мертвих, і якщо її як слід не проводити, вона не зможе туди дістатися і буде бродити по землі привидом, шкодячи людям і посівам. У шлях померлим залишають їжу і, щоб «допомогти» їм піднятися на небеса, влаштовують три свята, якщо помер чоловік, або чотири, якщо померла жінка, тому що жінки подорожують повільніше чоловіків. Загробне життя — дзеркальне відображення смертного світу, і добрі справи потрібно здійснювати не заради духовної нагороди, а заради кращого життя на землі.
Віруваннями тараумара властивий анімізм. Вітер вважається живою істотою, рослини і тварини мають душі. Людину оточують злі і добрі сутності. Вихори — душі сплячих або мертвих, покинувши тіло. Землетруси відбуваються, коли диявол стрясає опори, на яких стоїть земля.